# Gregori X
El papa Gregori X (en llatí: Gregorius X ; vers 1210 – 10 de gener de 1276), nascut Teobaldo Visconti, va ser cap de l'Església Catòlica i governant dels Estats Pontificis des de l'1 de setembre de 1271 fins a la seva mort i va ser membre de l'Orde Franciscà Seglar. Va ser elegit al final d'una elecció papal que va tenir lloc des de 1268 fins a 1271, l'elecció papal més llarga de la història de l'Església Catòlica.
Va convocar el Segon Concili de Lió i també va fer nous reglaments pel que fa al conclave papal. Gregori va ser beatificat pel papa Climent XI el 1713 després de la confirmació del seu culte.
Pel que fa als reglaments de Gregori sobre la conducta del conclave, encara que breument anul·lats per Adrià V i Joan XXI, van romandre en vigor fins al segle xx. El 1798 el papa Pius VI, en consideració de l'ocupació de Roma pels francesos, va dispensar els cardenals de molts dels reglaments del conclave, inclosos els de Gregori X, mentre que el 1878 el papa Pius IX, tement que els italians poguessin envair el Vaticà a la seva mort i tractar d'impedir o dominar un conclave, va donar als cardenals una gran latitud en la regulació del següent conclave.
Les profecies de sant Malaquies es refereixen a aquest papa com a Anguineus vir (L'home de la serp), citació que fa referència a l'escut d'armes de la seva família, els Visconti, en el qual apareix una serp devorant un home.

## Biografia
Teobaldo Visconti, membre de la família Visconti de Piacenza, va néixer a Piacenza cap al 1210.
Es diu que va començar la seva carrera vinculant-se a la casa del cardenal cistercenc Giacomo di Pecorari, bisbe de Palestrina (1231-1244), també de Piacenza. Es va sentir atret per la reputació de santedat de la qual gaudia el cardenal; havia estat elegit abat del monestir de Trois-Fontaines a Champagne. Teobaldo esdevingué l'Economus o Majordom del cardenal  i, per tant, l'assistia constantment. El cardenal va ser llegat del papa Gregori IX a la Toscana el 1235, a Llombardia el 1236-1237 i a la Provença, França i Alemanya el 1239-1241. Probablement va ser durant l'assignació a la Provença quan Teobaldo va ser conegut per importants clergues i laics francesos. Ja era canonge de la basílica de S. Antonino a Piacenza quan va tornar a Piacenza per afers del cardenal el 1239.
Després va tornar amb el cardenal, la nova missió del qual a França era en realitat predicar una croada contra Frederic II, l'emperador Hohenstaufen, que estava de nou en guerra amb el papa Gregori IX. A principis de 1239, el Papa havia tornat a excomunicar l'emperador. Cadascun havia exigit un Concili Ecumènic per resoldre les seves diferències. El Papa estava disposat, però va planejar que el concili es reunís sota els seus auspicis i al seu territori. També portaria a Roma tots els enemics de Frederic Hohenstaufen. Va ser en aquest moment l'any 1240 quan Teobaldo també es va convertir en canonge de la catedral de Lió, a petició dels canonges feta al cardenal Giacomo de Pecorari quan es va produir una vacant en el seu nombre. El concili ecumènic del papa Gregori mai va tenir lloc, i va morir el 22 d'agost de 1241.
La recerca d'un successor de Gregori IX va durar més de dos mesos. El nou Papa, Celestí IV, vell i malalt, va sobreviure a la seva elecció només 17 dies, morint el 10 de novembre de 1241. La segona assemblea electoral de 1241 no va tenir lloc, però, durant un temps. Els cardenals que estaven a Roma a la mort del papa, després d'haver patit maltractaments considerables durant la vacant del 22 d'agost de 1241 al 25 d'octubre de 1241, que no volien tornar a patir, es van dispersar immediatament. Només mitja dotzena dels 12 cardenals romanien a la ciutat. No va ser fins al juny de 1243 que tots els cardenals, reunits a Anagni i no a Roma, van triar el cardenal Sinibaldo Fieschi de Gènova com a papa Innocenci IV. L'any 1243, quan va morir el bisbe de Piacenza, Innocenci IV va oferir el càrrec a l'ardiaca Teobaldo, que va declinar, preferint seguir en companyia del cardenal Giacomo. El cardenal Giacomo, però, va morir a Roma el 25 de juny de 1244.

### França
A la mort del seu mecenes i model espiritual, Teobaldo va decidir no romandre més temps a la Cúria, planejant viatjar a París, on estudiaria teologia. Quan va arribar a Lió, però, va ser rebut per l'arquebisbe electe, Philippe, que li va demanar que fos el dominus i el magister de la casa. Teobaldo inicialment es va negar, però l'arquebisbe va insistir i finalment Teobaldo va acceptar el càrrec.
El juliol de 1244, el papa Innocenci IV va ser obligat per Frederic II August a fugir de Roma. Primer va viatjar a la seva Gènova natal, i després es va dirigir a Lió, on va prendre forma la idea d'un concili ecumènic. Teobaldo va ajudar a organitzar el Concili Ecumènic que es va reunir a Lió els mesos de juny i juliol de 1245. Durant aquest període, Visconti va conèixer gent com Bonaventura, Tomàs d'Aquino, Guiu Foucois, Pierre de Tarentaise i Matteo Rubeo Orsini, tots ells van ser participants al concili. Visconti va ser nomenat ardiaca d'Heinault a la diòcesi de Lieja el 9 de setembre de 1246, potser com a recompensa pels seus serveis. El papa Innocenci IV (1243–1254) li va encarregar de predicar la croada per a la recuperació de Terra Santa . Aquesta predicació tenia un caràcter més financer del que es podria pensar, ja que tant els croats com el papat estaven desesperats per recaptar fons. Teobaldo no va poder fer molt més que predicar, sacerdotalment, ja que encara no era sacerdot.

### L'elecció papal
Visconti va ser elegit per succeir al papa Climent IV l'1 de setembre de 1271 després que la càtedra papal estigués vacant durant dos anys i nou mesos, a causa de les divisions entre els cardenals. El Col·legi de Cardenals, reunit a Viterbo on havia mort el papa Climent IV (1265–1268), es va dividir a parts iguals entre els cardenals francesos i italians. Els francesos volien un papa del seu propi país, influenciat per Carles d'Anjou, el germà petit del rei Lluís IX de França, que havia estat investit amb el tron de Sicília pel papa Climent IV (1265–1268). Carles també havia intrigat amb èxit per ser elegit senador de Roma, i va intervenir repetidament en els afers polítics de tota la península italiana. Havia entrat a Roma el 23 de maig de 1265 on va ser nomenat senador i va ser proclamat rei de Sicília. El 6 de gener de 1266 va ser coronat a la basílica de Sant Pere pels cardenals Riccardo Annibaldi, Raoul de Grosparmy, Ancher Pantaleoni, Matteo Orsini i Goffredo da Alatri, amb permís del papa Climent IV, que no es va atrevir a apropar-se a Roma per culpa de l'hostilitat del govern gibel·lí cap a ell.
La situació d'estancament va arribar a un tal extrem que els ciutadans de Viterbo, exasperats per la càrrega que suposava la reunió dels electors per a la vila, van confinar "amb pany i clau" (clausi cum clavi) els cardenals, donant-los només pa i aigua per menjar, i van llevar el sostre del palau en el qual es trobaven reunits perquè "les influències del cel descendissin de forma més directa sobre les seves deliberacions", tot per obligar-los a prendre una ràpida decisió. Finalment, l'agost de 1271, els cardenals van decidir nomenar un comitè, tres dels seus per cada bàndol, per negociar un acord (Elecció per Compromís). Quan els sis no es van poder posar d'acord, però, sobre l'elecció d'un dels cardenals, van decidir mirar fora de les seves files. Es van fixar en Teobaldo Visconti, l'ardiaca de Lieja. La seva decisió va ser ratificada per tots els cardenals l'1 de setembre de 1271. Aquesta va ser, de fet, una victòria per a la facció de tendència francesa, ja que Teobaldo tenia connexions íntimes amb França, i el seu nebot, Vicedomino de Vicedomini, nadiu de Piacenza però arquebisbe d'Aix a la Provença, havia estat seguidor i conseller de Carles d'Anjou des que va arribar a Itàlia.
L'elecció de Visconti, després d'una lluita de 2 anys i 9 mesos, va ser una sorpresa per a ell, ja que va tenir lloc mentre estava compromès a la Novena Croada a Acre a Palestina amb el rei Eduard I d'Anglaterra. No volent abandonar la seva missió, la seva primera acció després de saber la seva elecció, va ser enviar crides d'ajuda als croats. En el seu darrer sermó a Acre just abans d'embarcar cap a Itàlia, va comentar famosament, citant el Salm 137, "Si m'oblido de tu, Jerusalem, que la meva mà dreta oblidi la seva astúcia". No obstant això, va haver de tornar immediatament a Itàlia, ja que havia estat convocat pels cardenals per acceptar l'elecció a les seves mans. L'1 de gener de 1272, el Papa electe va arribar a Bríndisi, i va arribar a Viterbo, lloc de l'elecció, on els esperaven els cardenals, a principis de febrer de 1272. En una data desconeguda va completar l'elecció acceptant el papat; va ser a Viterbo on va assumir el mantell papal. Però encara va tenir cura d'anomenar-se Episcopus-electus. El 13 de març de 1272 va entrar a Roma amb tota la cúria romana. Com que no estava consagrat, va haver de ser ordenat sacerdot, fet que va tenir lloc el 19 de març de 1272. Va ser consagrat bisbe i coronat el 27 de març de 1272 a la basílica de Sant Pere.

### Papat

#### Comunicacions diplomàtiques amb mongols

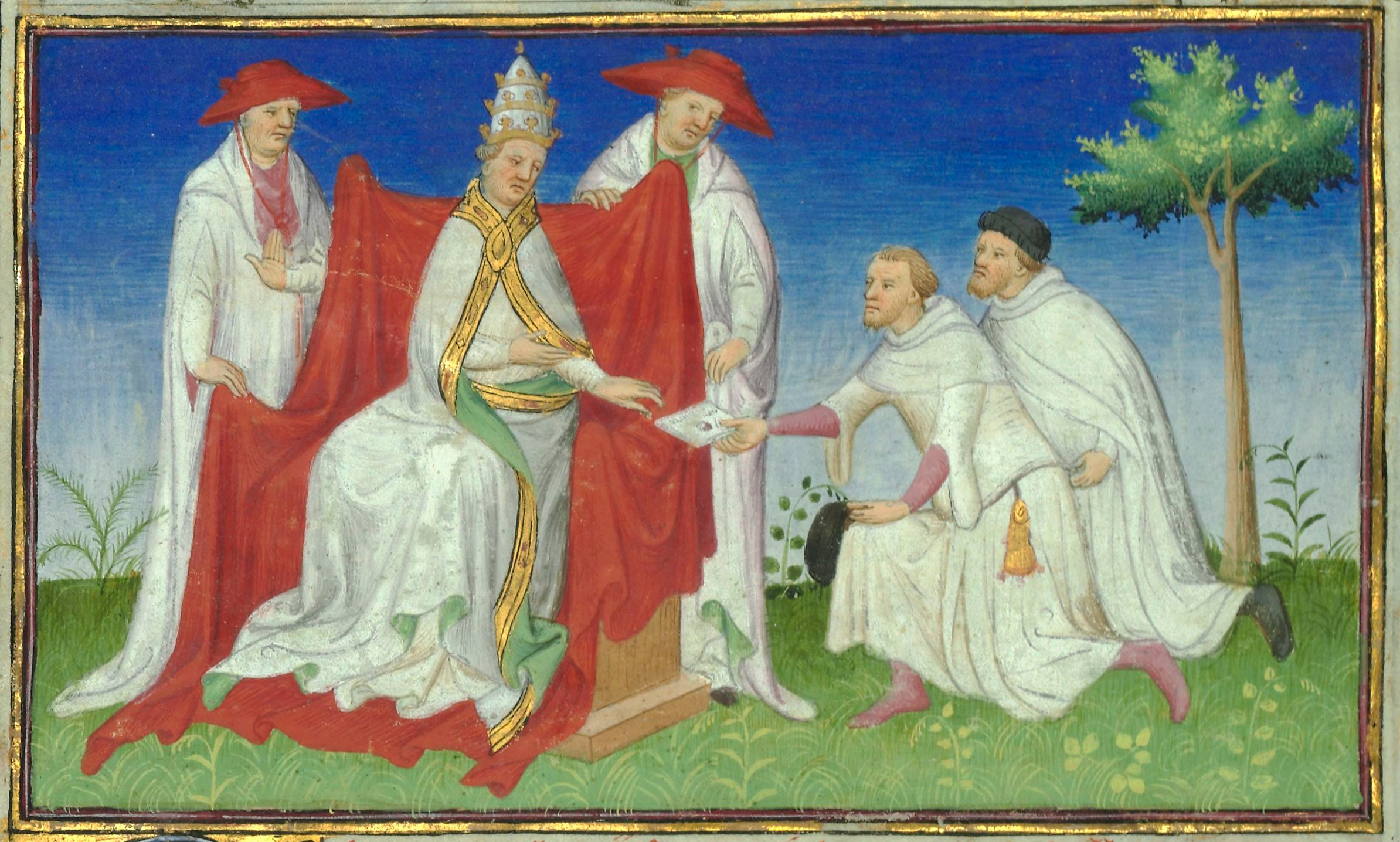
Niccolò i Maffeo Polo enviant una carta de Kublai Khan al papa Gregori X el 1271.

El nou papa comprengué que l'única esperança que restava als croats a Terra Santa era signar un pacte amb els mongols, que també eren enemics del soldanat d'Egipte. Aquesta aliança procuraria un avantatge estratègic i, d'altra banda, corria la brama que Khublai Khan semblava disposat a abraçar el cristianisme. En aquell moment, tot això no semblava inversemblant. L'exèrcit mongol comptava amb molts de cristians orientals a les seves files i ja s'havia establert una aliança militar entre Bohemon, príncep d'Antioquia, i Hulagu, príncep mongol de Pèrsia. Gregori X acaronà la idea de convertir els mongols al cristianisme i de fer del Kagan Kubilai el fill espiritual del pontífex romà. L'imperi mongol s'estenia llavors des de l'Eufrates à l'oceà Pacífic i era el més vast que mai hi havia hagut al món. Gregori pensà que si el podia convertir en un imperi cristià, els dies de l'islam estarien comptats i el regne dels croats salvat.
Tan bon punt va ser elegit el 1271, el papa Gregori X va convocar a Sant Joan d'Acre una galera veneciana que acabava d'arribar a Ayas, a l'Àsia Menor, on va rebre una carta del Gran Khan mongol Kublai, remesa per Niccolò i Maffeo Polo després dels seus viatges a la seva cort a Mongòlia. Kublai demanava l'enviament d'un centenar de missioners i una mica d'oli de la llàntia del Sant Sepulcre. El nou Papa només va poder enviar dos frares dominics i una mica d'oli de llum. Els frares van tornar enrere poc després que l'expedició marxés cap a Mongòlia. Els dos Polos (aquesta vegada acompanyats del jove Marco Polo, que aleshores tenia 17 anys) van tornar a l'Imperi Mongol i van remetre l'oli del Papa a Kublai el 1275.
El líder mongol ilkhanat Abaqa va enviar una delegació amb més d'una dotzena de membres al Concili de Lió de 1274, on es van fer plans per a una possible cooperació militar entre els mongols i els europeus. Després del Concili, Abaqa va enviar una altra ambaixada dirigida pels germans Vassali georgians per notificar als líders occidentals els preparatius militars. Gregori X va respondre que els seus legats acompanyarien la croada, i que ells s'encarregarien de coordinar les operacions militars amb l'Il-Khan. No obstant això, aquests projectes per a una nova croada important es van aturar essencialment amb la mort de Gregori X el 10 de gener de 1276. Els diners que s'havien estalviat per finançar l'expedició es van distribuir a Itàlia.
Per altra banda, va donar suport a l'elecció, el 1273, de Rodolf I d'Habsburg com a emperador, posant fi a la situació que es vivia des de 1257, quan els electors imperials no van aconseguir decidir-se per cap dels dos candidats, Alfons el Savi i Ricard de Cornualla, i el tron imperial va romandre vacant des d'aleshores.

#### Papa i Concili
En algun moment del seu regnat com a papa, Gregori X va escriure una carta contra els càrrecs de "libel de sang" i persecució contra els jueus. Conscient dels escàndols vinculats al conclave de Viterbo que l'havia escollit, adonant-se que calia un control més estricte de tot el procés electoral, va elaborar la butlla papal Ubi periculum que va ser ratificada posteriorment pel Concili de Lió el 16 de juliol. 1274 i incorporat al Codi de Dret Canònic.
A la seva arribada a Roma el 1272, el seu primer acte va ser portar endavant el desig de Gregori IX i convocar un concili. Dos dies després de la seva coronació, Gregori X va enviar una carta al rei Eduard I d'Anglaterra, convidant-lo a un concili general que es celebraria sobre el tema de Terra Santa, a partir de l'1 de maig de 1274. El papa Gregori X va deixar Orvieto el 5 de juny de 1273, i va arribar a Lió a mitjans de novembre de 1273. No tots els cardenals el van seguir. El papa Gregori assenyala en una carta al rei Eduard datada el 29 de novembre de 1273 que el cardenal Riccardo Annibaldi i el cardenal Giovanni Orsini encara estaven a Roma i havien rebut l'ordre de trobar un lloc segur de presó per a Guy de Montfort. Els dos cardenals eren enemics hereditaris i serien un control efectiu entre ells. Cap dels dos va ser present a l'obertura del Concili de Lió. El mateix Gregori va tenir una trobada immediata amb el rei Felip III de França, a qui havia anat cultivant vigorosament des del seu ingrés. La reunió va ser, evidentment, força harmoniosa i reeixida, ja que Felip va cedir al papat el comtat Venaissí, base del futur establiment del papat a Avinyó durant el segle xiv. El Segon Concili Ecumènic es va reunir a Lió , començant l'1 de maig de 1274 amb el propòsit de considerar el Cisma Est-Oest, la condició de Terra Santa i els abusos de l'Església Catòlica.

#### Objectius del Concili

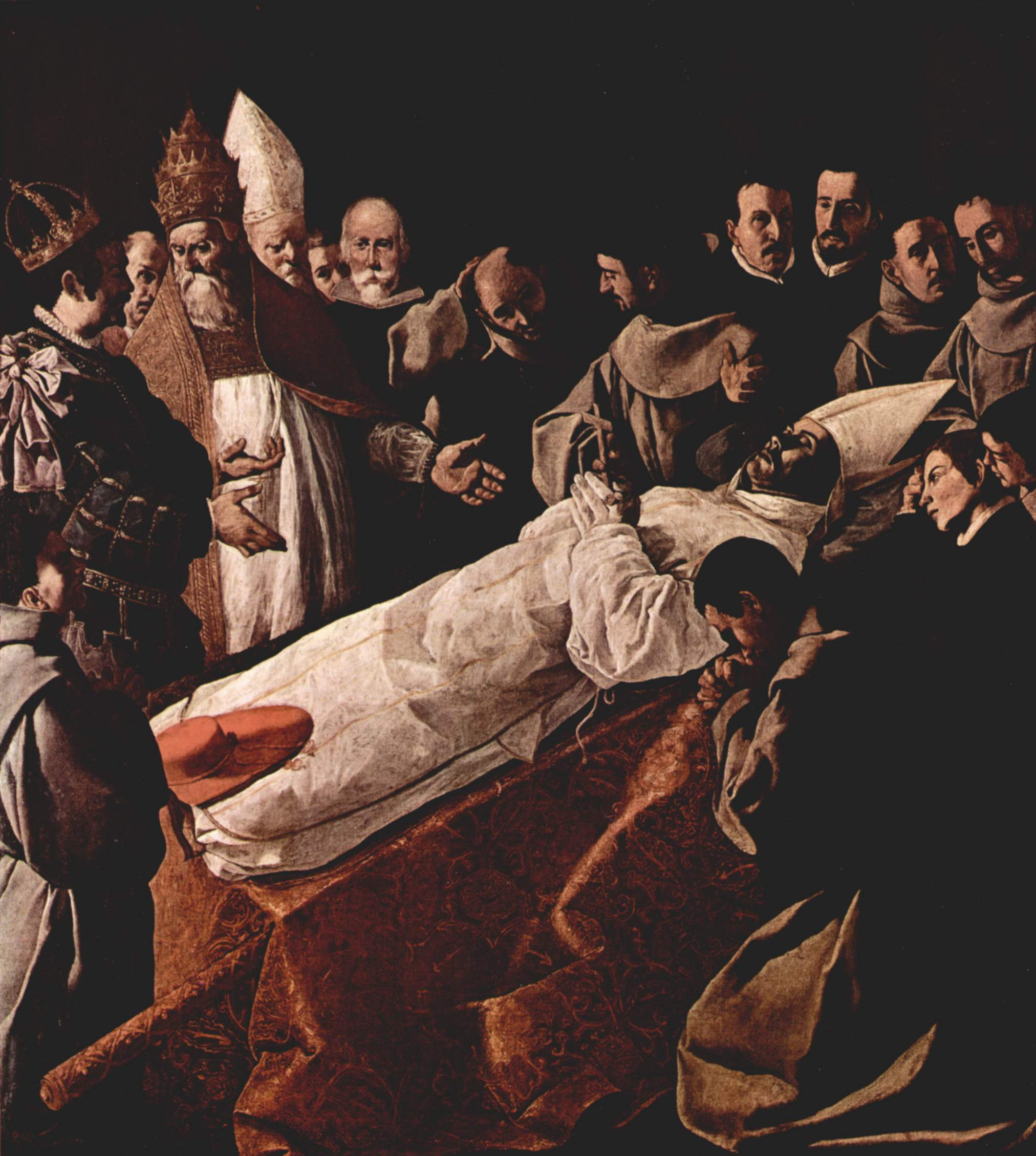
Gregori X beneeix el cos de sant Bonaventura (Francisco de Zurbarán, 1629)

El seu principal objectiu com a papa era convocar el concili. Hi assistiren sant Bonaventura (que morí durant el concili), el rei Jaume I d'Aragó, els ambaixadors de l'emperador Miquel VIII Paleòleg, amb representants del clergat grec, i els del kan dels tàtars. El programa per a aquest concili era:
- Una reconciliació amb l'Església Ortodoxa que posés els fonaments per acabar amb el Cisma d'Orient. Referent a això, es va aconseguir una unió transitòria en acceptar, els representants grecs, el primat de Roma i la clàusula Filioc i, els representants romans, que els grecs poguessin continuar emprant el credo usual a Orient i els seus propis ritus.[24]
- La preparació d'una nova croada, per a la qual es va acordar que durant sis anys totes les esglésies donarien un delme dels seus ingressos.[25]
- Establiment de diverses mesures que acabessin amb els abusos al si de l'Església.
- Nova regulació de l'elecció papal amb la constitució Ubi periculum maius, que establia el sistema de conclave pel qual els cardenals havien de quedar tancats deu dies després de la mort del papa, amb una quantitat d'aliments que minvaria progressivament, fins que aconseguissin l'elecció.

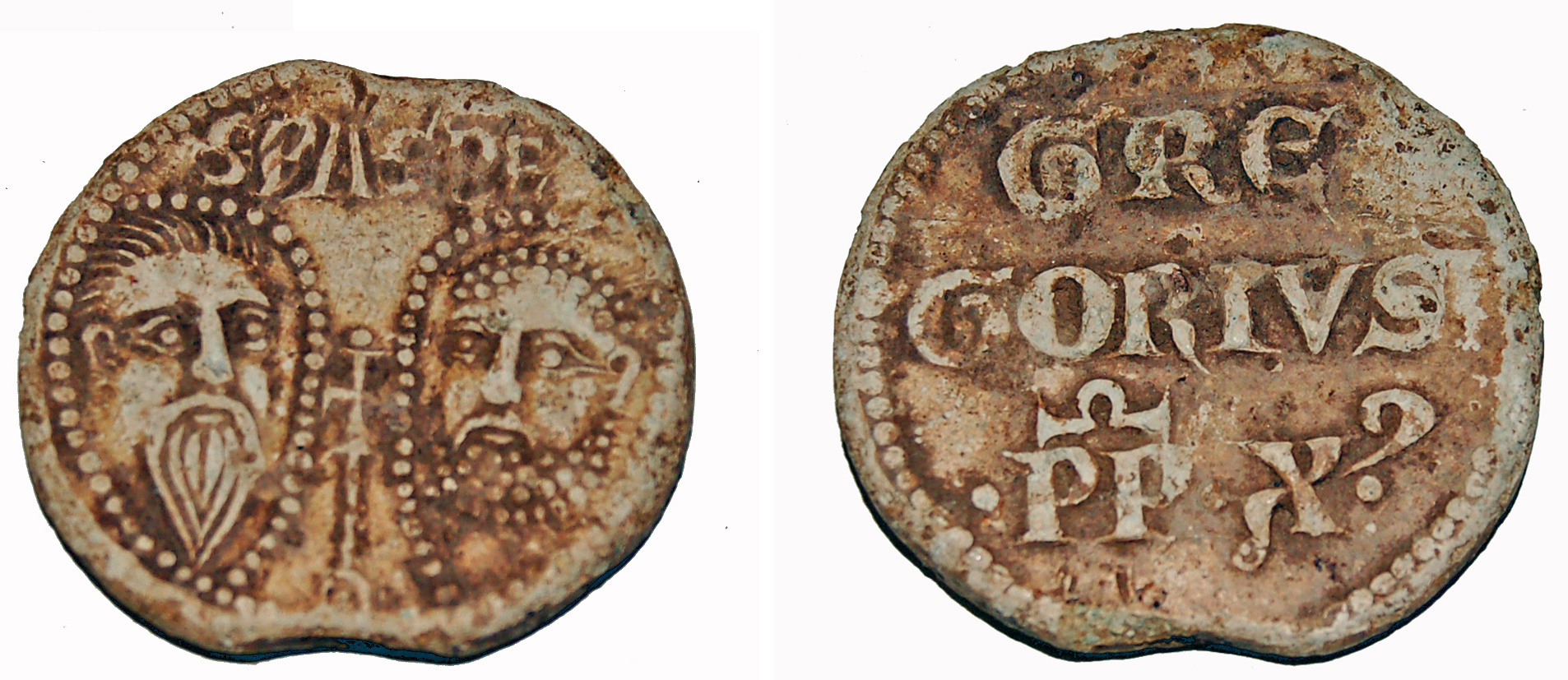
Bulla papal de Gregori X

Els interessos del Papa no eren de caràcter doctrinal, sinó disciplinaris.
En relació amb el finançament de la croada, el papa Gregori va imposar a tots els clergues un impost de sis anys del 10% dels seus ingressos. Es tractava d'un augment considerable del tipus impositiu, que, en ocasions anteriors, feia tres anys que era del 5%. Es van establir 26 districtes fiscals permanents, cadascun amb un recaptador i un subrecaptador.
La seva Constitució pel que fa als conclaves legislava una sèrie de punts importants:
- que s'hagués de fer una reunió per a l'elecció d'un papa en un lloc adequat, on residia el Papa i la seva cúria quan va morir el Papa; si es trobaven en una vil·la, o un poble de camp, o un poble, haurien de dirigir-se a la ciutat més propera de la diòcesi (tret que fos interdit).
- que una reunió per a l'elecció d'un papa no s'hagués de fer fins que no s'haguessin intervingut almenys deu dies;
- que tots els cardenals que estaven absents del Conclave no haurien de tenir dret a votar;
- que no només els cardenals absents, sinó també homes de tot ordre i condició, són elegibles per ser creats pontífex romà;
- que, en acabar les Novendiales i la Missa de l'Esperit Sant cantada el desè dia, tots els cardenals presents siguin tancats al palau on va morir el Papa; juntament amb dos o, si estan malalts, tres o quatre criats; ningú no pot entrar ni sortir, excepte per malaltia. No hi hauria d'haver parets interiors, però els quarters de cada cardenal haurien d'estar separats de la resta per cortines de tela, i haurien de viure en comú.
- que el lloc del conclave i les seves entrades s'hagin de vigilar amb cura;
- que els cardenals no poden abandonar el Conclave per cap motiu, fins que no s'hagi elegit un nou papa;
- que els cardenals que arribin després de la clausura del conclave, i abans de l'elecció d'un nou papa, tenen el poder d'entrar al conclave i votar juntament amb els altres, i cap cardenal pot ser exclòs per cap motiu, ni tan sols si és excomunicat;
- que, si un papa no ha estat elegit en tres dies, els cardenals només poden menjar un plat;
- que, en la celebració de les deliberacions, ningú ha de ser sotmès a un anatema, ningú no ha de participar en suborns, ni fer cap promesa, o fent política per prometre res a un cardenal un cop hagi estat creat papa. Durant el Conclave, els cardenals no s'han de dedicar a cap altre assumpte que completar les eleccions;
- que ningú no pot ser elegit papa sense els vots de dos terços dels cardenals presents al Conclave;
- que, a la mort d'un papa, totes les magistratures i oficines cessen i abandonin les seves funcions, excepte la Penitenciaria Major i les Penitenciaries Menors, i el Camarlenc de la Santa Església Romana

Gregori X va morir el 10 de gener de 1276 a la ciutat d'Arezzo quan tornava a Roma després de la celebració del concili de Lió.

### Mort i enterrament

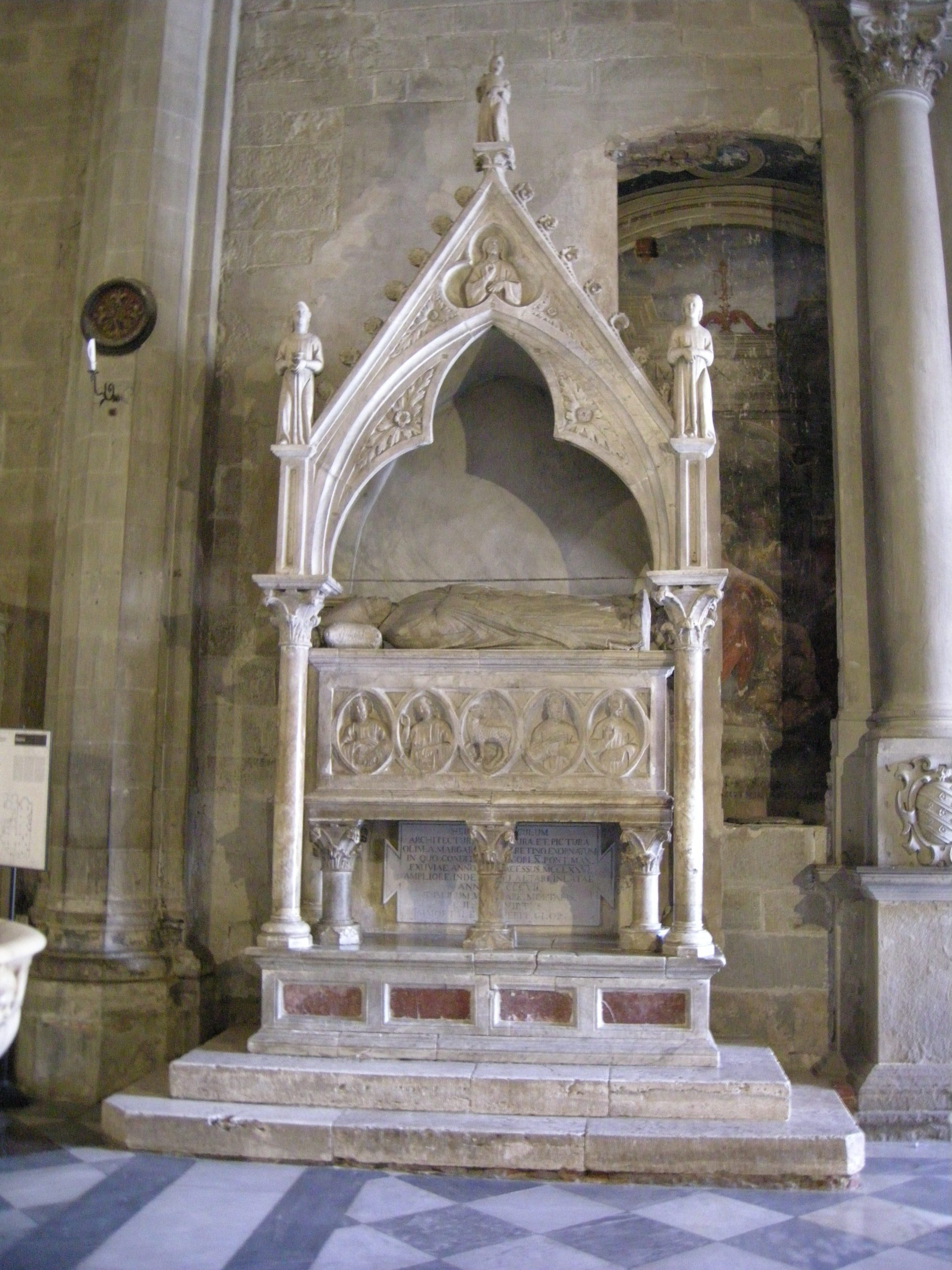
Tomba del papa a la catedral d'Arezzo.

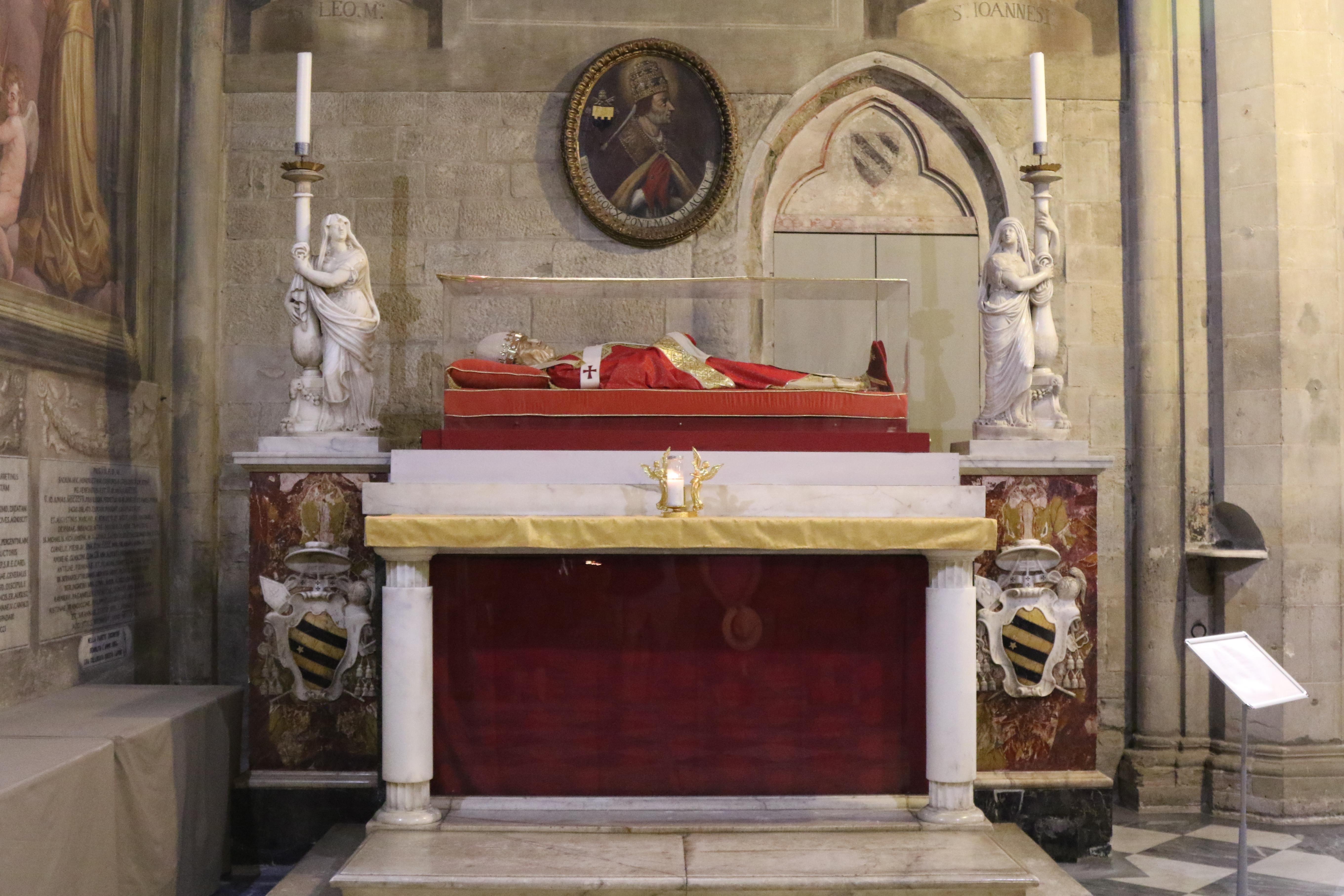
L'efígie del papa Gregori X a Arezzo.

La salut del papa Gregori havia empitjorat després de marxar de Lió l'abril de 1275. Patia una hèrnia, i per això es va veure obligat a aturar-se amb freqüència en el camí de tornada cap a Roma. Va marxar de Vienne poc després del 30 de setembre de 1275 i va arribar a Lausana el 6 d'octubre de 1275. In A Lausana, es va reunir amb l'emperador electe Rodolf, rei dels romans, i el 20 d'octubre de 1275 va rebre el seu jurament de fidelitat. El dimarts 12 de novembre de 1275 es trobava a Milà. El seu partit va arribar a Reggio Aemilia el 5 de desembre de 1275, i es trobaven a Bolonya l'11 de desembre de 1275. Un fort augment de la seva temperatura i la presència de l'hèrnia el van obligar a aturar-se a Arezzo a temps per al Nadal de 1275. La seva condició va minvar ràpidament. després d'això i va provocar la seva mort el 10 de gener de 1276 a Arezzo . Està enterrat a l'església catedral d'Arezzo.
El va succeir el dominic Pere de Tarantaise de Savoia (papa Innocenci V), estret col·laborador del pontífex durant tot el seu pontificat.

## Beatificacions i canonitzacions
Al llarg del seu pontificat, Gregori X només va canonitzar un individu. Va confirmar el culte de Franca Visalta el setembre de 1273. Era una monja cistercenca de Piacenza, autoritària i donada a les formes extremes d'automortificació. Després d'haver estat alleujada d'un convent benedictí, on havia estat col·locada als set anys, va construir el seu propi convent, sobre el qual va governar com a abadessa.
Va iniciar la causa de canonització del rei Lluís IX de França el 1272, acte que va atorgar al rei mort l'agost de 1270 el títol de Servent de Déu.
Va beatificar Luchesius Modestini el 1274 amb la confirmació del seu culte.

## Vestits
Escrivint a L'Osservatore Romano, Agostino Paravicini Bagliani diu que la creença popular que Pius V (1566–72) va ser el primer Papa que va portar la sotana blanca és inexacta. En canvi, escriu Bagliani, el primer document que esmenta la sotana blanca del Papa data de 1274. "El primer papa que va ser investit solemnement del mantell vermell immediatament després de la seva elecció va ser Gregori VII (1076)", va afegir l'erudit, assenyalant que tradicionalment" des del moment de la seva elecció, el Papa es va posar vestidures de dos colors: vermell (capa, musseta, sabates) i blanc (sotana, mitjons

## Beatificació
El papa Climent XI va beatificar Gregori X el 1713. Va ser nomenat patró de la diòcesi d'Arezzo i dels terciaris franciscans. La seva causa de canonització es va reprendre l'any 1944 sota el papa Pius XII i roman oberta, amb l'exigència d'un miracle atribuït a la seva intercessió necessària per a la seva canonització.

## A la cultura popular
Teobaldo Visconti és un personatge central de la minisèrie italoamericana de 1982  Marco Polo , en la qual és interpretat per l'actor nord-americà Burt Lancaster. També és interpretat per l'actor irlandès Gabriel Byrne a la sèrie de Netflix Marco Polo de 2014-2016 .